# فيكتور بارا
فيكتور بارا (بالإسبانية: Víctor Parra)‏ هو ممثل مكسيكي، ولد في 10 يناير 1920 في المكسيك، وتوفي في 20 فبراير 1994 بمدينة مكسيكو في المكسيك.

## وصلات خارجية
- فيكتور بارا على موقع IMDb (الإنجليزية)
- فيكتور بارا على موقع قاعدة بيانات الفيلم (الإنجليزية)